# Бонорва
Бонорва (італ. Bonorva, сард. Bonorva) — муніципалітет в Італії, у регіоні Сардинія,  провінція Сассарі.
Бонорва розташована на відстані близько 360 км на південний захід від Рима, 140 км на північ від Кальярі, 39 км на південний схід від Сассарі.
Населення — 3530 осіб (2014).
Щорічний фестиваль відбувається 8 вересня. Покровитель — Santa Maria.

## Демографія
Населення за роками:

Станом на 1 січня 2023 року в муніципалітеті офіційно проживало 60 іноземців з 17 країн, серед них 19 громадян країн Євросоюзу та 11 громадян України.

## Сусідні муніципалітети
- Болотана
- Боно
- Боттідда
- Коссоїне
- Джаве
- Іллораї
- Іттіредду
- Макомер
- Морес
- Нугеду-Сан-Ніколо
- Семестене
- Торральба